# Berylliumfluorid
Berylliumfluoride er en uorganisk forbindelse med den kemiske formel BeF2. Dette hvide faststof er det centrale forstadie til fremstilling af berylliummetal.  Dets struktur minder om kvarts, men BeF2 er stærkt opløseligt i vand.